# بي ماي أييز
تطبيق بي ماي أييز (بالإنجليزية: Be My Eyes)‏ هو تطبيق جوال يهدف إلى مساعدة المكفوفين وضعاف البصر على التعرف على الأشياء والتعامل مع المواقف اليومية.  يتلقى مجتمع متطوعين مبصرين عبر الإنترنت صورًا أو مقاطع فيديو من أفراد متضررين اُختيرو عشوائيًا ويقدمون المساعدة عبر الدردشة الحية. التطبيق متاح حاليًا لأنظمة أندرويد (نظام تشغيل) وآي أو إس.
يهدف تطبيق ماي أييز إلى الربط بين المكفوفين و ضعاف البصر مع متطوعين و ممثلي الشركة للمساعدة البصرية من خلال مكالمة فيديو مباشرة. مما يسهل الأمر على المكفوف في قضاء شؤونه بأكثر استقلالية. هذا التطبيق متوفر لمستخدمي أندرويد و لمستخدمي أجهزة آي أو إس و يمكنك تنزيل التطبيق من خلال متجر جوجل بلاي لتطبيقات أندرويد و من خلال متجر أي تونز.